# Akademia Kierowców Ferrari
Akademia Kierowców Ferrari to inicjatywa zespołu Formuły 1 Scuderia Ferrari mająca na celu promowanie młodych talentów we własnej organizacji. Kierowcy podpisują długoletnie kontrakty i są finansowani przez zespół.

## Kierowcy

### Obecni członkowie[2]
| Kierowca       | Rok dołączenia | Seria                                  | Tytuły                                        |
| -------------- | -------------- | -------------------------------------- | --------------------------------------------- |
| Dino Beganovic | 2020           | Formuła 3                              | Formula Regional European Championship (2022) |
| James Wharton  | 2021           | Włoska Formuła 4                       | Emiracka Formuła 4 (2023)                     |
| Maya Weug      | 2021           | Formula Regional European Championship | żaden, jako członek Akademii                  |
| Oliver Bearman | 2022           | Formuła 2                              | żaden, jako członek Akademii                  |
| Rafael Câmara  | 2022           | Formula Regional European Championship | żaden, jako członek Akademii                  |
| Tuukka Taponen | 2023           | Włoska Formuła 4                       | żaden, jako członek Akademii                  |
| Aurelia Nobels | 2023           | Włoska Formuła 4                       | żaden, jako członek Akademii                  |

### Byli członkowie
Tytuły mistrzowskie wyróżniono pogrubioną czcionką.
| Kierowca            | Lata      | Serie | Drużyny F1                                                                                         |
| ------------------- | --------- | --- | -------------------------------------------------------------------------------------------------- |
| Jules Bianchi       | 2009-2014 | Formuła 3 Euro Series (2009) Seria GP2 (2010–2011) Formuła V8 3.5 (2012) Formuła 1 (2013–2014)                                                                | Marussia (2013–2014)                                                                               |
| Mirko Bortolotti    | 2010      | Seria GP3 (2010) | Brak                                                                                               |
| Daniel Zampieri     | 2010      | Formuła V8 3.5 (2010) | Brak                                                                                               |
| Sergio Pérez        | 2010–2012 | Seria GP2 (2010) Formuła 1 (2011–2012) | Sauber (2011–2012) McLaren (2013) Force India (2014–2018) Racing Point (2019–2020) Red Bull (2021– |
| Brandon Maïsano     | 2010–2012 | Formuła Abarth (2010) Włoska Formuła 3 (2011–2012) | Brak                                                                                               |
| Lance Stroll        | 2010–2015 | Karting (2010–2013) Włoska Formuła 4 (2014) Toyota Racing Series (2015) Europejska Formuła 3 (2015–2016)                                                      | Williams (2017–2018) Racing Point (2019–2020) Aston Martin (2021-                                  |
| Raffaele Marciello  | 2010–2015 | Formuła Abarth (2010) Włoska Formuła 3 (2011) Toyota Racing Series (2012) Formuła 3 Euro Series (2012) Europejska Formuła 3 (2012–2013) Seria GP2 (2014–2015) | Brak                                                                                               |
| Antonio Fuoco       | 2013–2018 | Alpejska Formuła Renault 2.0 (2013) Europejska Formuła 3 (2014) Seria GP3 (2015–2016) Formuła 2 (2017–2018)                                                   | Brak                                                                                               |
| Zhou Guanyu         | 2014–2018 | Włoska Formuła 4 (2015) Niemiecka Formuła 4 (2015) Toyota Racing Series (2016) Europejska Formuła 3 (2016–2018)                                               | Brak                                                                                               |
| Charles Leclerc     | 2016–2017 | Seria GP3 (2016) Formuła 2 (2017) | Sauber (2018) Ferrari (2019–)                                                                      |
| Sebastian Montoya   | 2018      | OKJ European | Brak                                                                                               |
| Amos Laurito        | 2019      | Formula One eSports Series | Brak                                                                                               |
| Gianfranco Giglioli | 2019      | Formula One eSports Series | Brak                                                                                               |
| Giuliano Alesi      | 2016–2020 | Seria GP3 (2016–2018) Formuła 2 (2019–2020) | Brak                                                                                               |
| Gianluca Petecof    | 2017–2020 | Włoska Formuła 4 (2018–2019) Niemiecka Formuła 4 (2018–2019) Formula Regional European Championship (2020)                                                    | Brak                                                                                               |
| Enzo Fittipaldi     | 2017–2020 | Włoska Formuła 4 (2017–2018) Niemiecka Formuła 4 (2017–2018) Formula Regional European Championship (2019) Formuła 3 (2020)                                   | Brak                                                                                               |
| Marcus Armstrong    | 2017–2021 | Toyota Racing Series (2017–2019) Włoska Formuła 4 (2017) Niemiecka Formuła 4 (2017) Europejska Formuła 3 (2018) Formuła 3 (2019) Formuła 2 (2020–2021)        | Brak                                                                                               |
| Callum Ilott        | 2017–2021 | Seria GP3 (2018) Formuła 2 (2019–2020) GT World Challenge Europe Endurance Cup (2021)                                                                         | Brak                                                                                               |
| / Robert Szwarcman  | 2017–2022 | Europejski Puchar Formuły Renault 2.0 (2017) Toyota Racing Series (2018) Europejska Formuła 3 (2018) Formuła 3 (2019) Formuła 2 (2020–2021)                   | Brak                                                                                               |
| Mick Schumacher     | 2019–2022 | Formuła 2 (2019–2020) | Haas (2021–2022)                                                                                   |
| Arthur Leclerc      | 2020–2023 | Formula Regional European Championship (2020) Formuła 3 (2021—2022) Formula Regional Asian Championship (2022) Formuła 2 (2023)                               | Brak                                                                                               |